# Макогонов Михайло Андрійович
Миха́йло Андрі́йович Макого́нов (рос. Михаил Андреевич Макогонов; * 1900, Баку — † 1943) — радянський шахіст. Багаторазовий чемпіон Баку. Чемпіон Азербайджанської РСР (поділив 1-2-е місця, 1936). Майстер спорту СРСР (1929—1935). За фахом — інженер-будівельник. Брат Володимира Макогонова.